# Subdivisions du Pérou

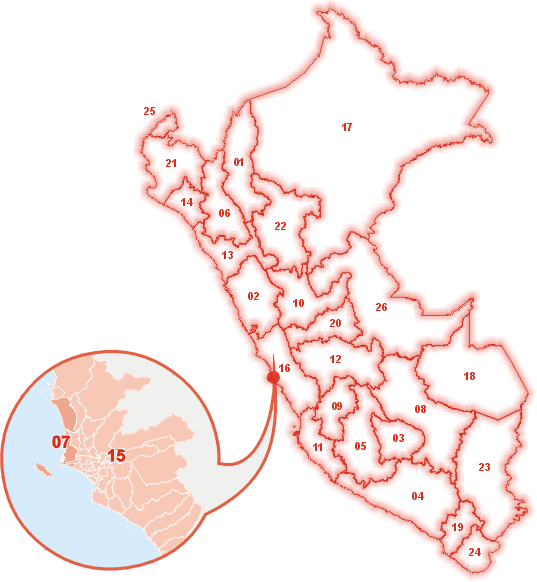
Carte des 25 régions du Pérou.

Le Pérou est divisé administrativement en :
- Régions (25),
- Provinces (196),
- Districts (1 869).